# (6569) Ондатже
(6569) Ондатже (нидерл. Ondaatje) — околоземный астероид из группы Амура (II), который был открыт 22 июня 1993 года американским астрономом Джин Мюллер в Паломарской обсерватории и назван в честь канадского писателя Майкла Ондатже.

Орбита астероида Ондатже и его положение в Солнечной системе
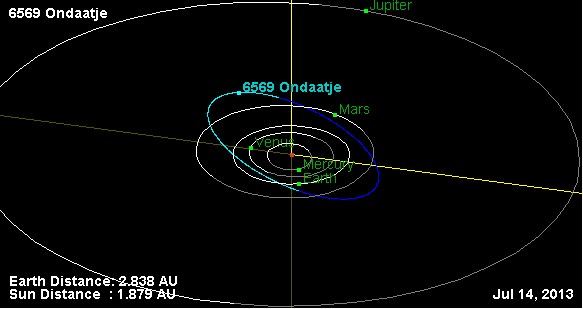
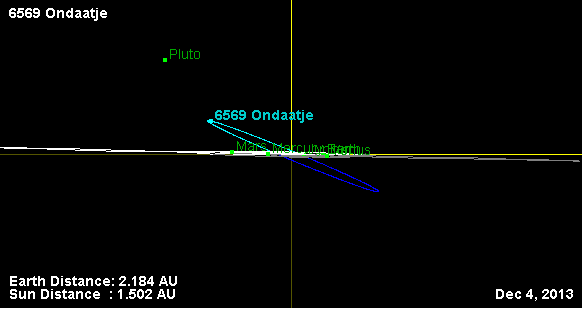
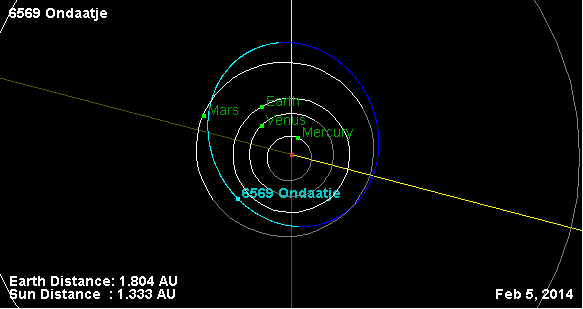